# Rinmanita
La rinmanita es un mineral óxido de composición  Zn2Sb2Mg2Fe4O14(OH)2.
Fue descrito por primera vez por Dan Holtstam, Kjell Gatedal, Karin Söderberg y Rolf Norrestam en 2001 por su presencia en la mina Garpenberg Norra (Dalarna, Suecia).
Debe su nombre al químico y mineralogista sueco Sven Rinman (1720-1792), pionero de la minería e industria del hierro en su país.

## Propiedades
La rinmanita es un mineral negro o rojo muy oscuro, translúcido, de brillo submetálico.
Es quebradizo, tiene dureza 6 -7 en la escala de Mohs y una densidad de 5,13 g/cm³.
Es pleocroico y muestra reflexiones internas rojo-anaranjadas.
Cristaliza en el sistema hexagonal, clase dihexagonal piramidal (6mm).
Contiene un 28% de antimonio, un 26% de hierro, un 11% de cinc, un 5,6% de magnesio y un 3,2% de manganeso.
Es isoestructural con la nolanita, cuya fórmula es (V3+,Fe2+,Fe3+,Ti)10O14(OH)2.

## Morfología y formación
La rinmanita forma cristales euhédricos prismáticos, elongados en [001], cuyo tamaño es de 0,5 mm.
Asimismo, son frecuentes las maclas de penetración.
En la localidad tipo este mineral forma pequeños cristales planos de intercrecimiento con franklinita, estando asociado también a tremolita, manganocummingtonita, talco, barita y svabita.
Se piensa que la rinmanita se ha formado por metamorfismo progrado de un protolito de carbonato silíceo enriquecido en cinc, antimonio y hierro.

## Yacimientos
La localidad tipo, la mina Gerpenberg Norra (Dalarna, Suecia), es un depósito de estratos confinados de mineral de plomo, cinc, plata y cobre; alberga diversos minerales óxidos como feitknechtita, gahnita, hausmannita, litargirio, magnetita y cincita.
Otra localización de rinmanita está en un complejo metamórfico que se encuentra cerca de Nežilovo (Macedonia del Norte), a su vez localidad tipo de la ferricoronadita.